# 巴塔麻錦蘚
巴塔麻錦蘚（学名：Taxithelium batanense）为灰蘚科麻錦蘚屬下的一个种。